# Centrale nucléaire de Zhaoyuan
La centrale nucléaire de Zhaoyuan est une centrale nucléaire chinoise en projet dans la province du Shandong, en Chine.
Le projet est porté par la CGNPC qui serait également le maitre d'œuvre de la construction.
La première phase du projet comporte deux réacteurs à eau pressurisée de troisième génération de modèle Hualong-1, d'une puissance électrique cumulée de 2 200 MWe. A terme, un total de six réacteurs est envisagé sur le site de la centrale.

## Historique

### Phase 1
Le conseil d'État chinois approuve le 21 août 2024 la construction de le centrale nucléaire de Zhaoyuan, avec la réalisation d'une première phase comprenant deux réacteurs Hualong-1. Il s'agit du premier projet de centrale nucléaire porté par la CGNPC dans cette province.

## Caractéristique des réacteurs
Le réacteur Hualong-1 (version CNGPC) est un réacteur à eau pressurisée de troisième génération de conception chinoise. Sa puissance électrique nette est d'environ 1 100 MWe.

### Définition
Les caractéristiques des réacteurs sont données dans le tableau ci-après, les données sont principalement issues de la base de données PRIS (Power Reactor Information System) de l’Agence internationale de l'énergie atomique (AIEA).
Base de données établie par l'AIEA qui définit ainsi les termes :
- La puissance nette correspond à la puissance électrique délivrée sur le réseau et sert d'indicateur en termes de puissance installée,
- La puissance brute correspond à la puissance délivrée par l'alternateur (= puissance nette augmentée de la consommation interne de la centrale),
- La puissance thermique correspond, à la puissance délivrée par la chaudière nucléaire

Le début de construction correspond à la date de coulage des fondations du bâtiment réacteur. Une tranche (nom utilisé pour un réacteur complet) est considérée comme opérationnelle après son premier couplage au réseau. La mise en service commercial est le transfert contractuel de l’installation du constructeur vers le propriétaire ; en principe après réalisation des tests réglementaires et contractuels et après fonctionnement continu à 100 % pendant une durée définie au contrat de construction.
| Unité            | Statut    | Modèle    | Puissance   | Puissance   | Puissance        | Exploitant | Maitre d'œuvre | Début de construction | Première divergence | Raccordement au réseau | Mise en service commercial |
| Unité            | Statut    | Modèle    | Nette [MWe] | Brute [MWe] | Thermique [MWth] | Exploitant | Maitre d'œuvre | Début de construction | Première divergence | Raccordement au réseau | Mise en service commercial |
| ---------------- | --------- | --------- | ----------- | ----------- | ---------------- | ---------- | -------------- | --------------------- | ------------------- | ---------------------- | -------------------------- |
| Phase 1          |           |           |             |             |                  |            |                |                       |                     |                        |                            |
| ZHAOYUAN-1       | En projet | Hualong-1 | ~1 100      | ~1 200      | ~3 180           |            | CGNPC          |                       |                     |                        |                            |
| ZHAOYUAN-2       | En projet | Hualong-1 | ~1 100      | ~1 200      | ~3 180           |            | CGNPC          |                       |                     |                        |                            |
| Phase ultérieure |           |           |             |             |                  |            |                |                       |                     |                        |                            |
| ZHAOYUAN-3       | À l'étude | Hualong-1 | ~1 100      | ~1 200      | ~3 180           |            | CGNPC          |                       |                     |                        |                            |
| ZHAOYUAN-4       | À l'étude | Hualong-1 | ~1 100      | ~1 200      | ~3 180           |            | CGNPC          |                       |                     |                        |                            |
| ZHAOYUAN-5       | À l'étude | Hualong-1 | ~1 100      | ~1 200      | ~3 180           |            | CGNPC          |                       |                     |                        |                            |
| ZHAOYUAN-6       | À l'étude | Hualong-1 | ~1 100      | ~1 200      | ~3 180           |            | CGNPC          |                       |                     |                        |                            |